# Karangmulyo (Bojong)
Karangmulyo is een bestuurslaag in het regentschap Tegal van de provincie Midden-Java, Indonesië. Karangmulyo telt 4910 inwoners (volkstelling 2010).